# Borsoniidae
Borsoniidae là một họ ốc biển nhỏ có kích cỡ từ nhỏ đến vừa trong liên họ ốc biển Conoidea.

## Các chi
- ? Apaturris Iredale, 1917
- Aphanitoma Bellardi, 1875
- Asthenotoma Harris & Burrows, 1891
- Austroturris Laseron, 1954
- Awateria Suter, 1917
- Bathytoma Harris & Burrows, 1891
- Belaturricula Powell, 1951
- Borsonella Dall, 1908
- Borsonellopsis McLean, 1971
- Borsonia Bellardi, 1839
- Cordieria Rouault, 1848
- Darbya Bartsch, 1934
- Diptychophlia Berry, 1964
- Drilliola Locard, 1897
- Filodrillia Hedley, 1922
- Genota H. Adams & A. Adams, 1853
- Glyptaesopus Pilsbry & Olsson, 1941
- Heteroturris Powell, 1967
- Maoritomella Powell, 1942
- Microdrillia Casey, 1903
- Ophiodermella Bartsch, 1944
- Paraborsonia Pilsbry, 1922
- Phenatoma Finlay, 1924
- Pulsarella Laseron, 1954
- Retidrillia McLean, 2000
- Suavodrillia Dall, 1918
- Tomopleura Casey, 1904
- Tropidoturris Kilburn, 1986
- Typhlodaphne Powell, 1951
- Typhlomangelia G.O. Sars, 1878
- Zemacies Finlay, 1926

Genera brought into synonymy
- Acrobela Thiele, 1925: synonym of Microdrillia Casey, 1903
- Acropota F. Nordsieck, 1977: synonym of Microdrillia Casey, 1903
- Boettgeria Peyrot, 1931: synonym of Boettgeriola Wenz, 1943
- Boettgeriola Wenz, 1943: synonym of Borsonia Bellardi, 1839
- Genotia P. Fischer, 1883: synonym of Genota H. Adams & A. Adams, 1853
- Micantapex Iredale, 1936: synonym of Bathytoma Harris & Burrows, 1891
- Narraweena (gastropod) Laseron, 1954: synonym of Maoritomella Powell, 1942
- Oligotoma Bellardi, 1875: synonym of Asthenotoma Harris & Burrows, 1891
- Parabathytoma Shuto, 1961: synonym of Bathytoma Harris & Burrows, 1891
- Riuguhdrillia Oyama, 1951: synonym of Bathytoma Harris & Burrows, 1891
- Vexithara Finlay, 1926: synonym of Typhlomangelia G.O. Sars, 1878
- Viridoturris Powell, 1964: synonym of Typhlomangelia G.O. Sars, 1878